# Delfy (gmina)
Delfy (gr. Δήμος Δελφών, Dimos Delfon) – gmina w Grecji, w administracji zdecentralizowanej Tesalia-Grecja Środkowa, w regionie Grecja Środkowa, w jednostce regionalnej Fokida. W 2011 roku liczyła 26 716 mieszkańców. Powstała 1 stycznia 2011 roku w wyniku połączenia dotychczasowych gmin: Amfisa, Galaksidi, Grawia, Delfy, Desfina, Itea, Kalieis i Parnasos. Siedzibą gminy jest Amfisa, a siedzibą historyczną są Delfy.